# Västergötlands bon
Västergötlands bon åsyftar en tidigmedeltida indelning av landskapet Västergötland i olika bygder, grupperade omkring de kungsgårdar som tillhörde Uppsala öd. Indelningens ålder och ursprung är inte känd.
Indelningen i bon förekommer inte i något annat sammanhang än i äldre västgötalagens bestämmelse om hur böter utdömda ”på alla mäns ting” (a aldremannæ þingi) som tillfaller hela landskapet ska fördelas inom det.
Det förefaller som att boindelningen redan vid tiden för lagens nedtecknande var, eller började bli, otidsenlig. I den yngre västgötalagen nämns bona inte längre. Däremot nämner den yngre lagen de åtta kungsgårdarna.

## Lista över Västergötlands bon
1. Vaðsbo, uppkallat efter kungsgården Vaþ (nu Vad) i Vadsbo härad. Detta bo utgjordes av Vadsbo härad.
2. Kynda bo även (möjligen) Økols bo, i så fall (se anmärkning nedan) efter kungsgården (nu Ökull) i Lundby socken, Valle härad. Kinne härad utgjorde halva boet, Valle och Kåkinds härader den andra halvan.
3. Guðems bo,  efter kungsgården (nu Gudhem) i Gudhems härad. Gudhems och Frökinds härader utgjorde halva boet, Vilske, Ås och Mark den andra halvan.
4. Lung bo, efter kungsgården Lungh (nu Long) i Barne härad. Boet var indelat i tredingar: den första omfattade Als, Barne och Laske härader, den andra Gäsene, Veden och Bollebygd, den tredje Kulling, Askim, Sävedal, Vättle och Hising. Den sistnämnda tredingen kallades också ”utlanden”.
5. Asbo, efter kungsgården Asar (nu Åsa) i Jungs socken, Skånings härad. Omfattade Skånings härad som var halva boet och Åse, Viste, samt Nordals härad i Dalsland som utgjorde den andra halvan.
6. Holæsio bo, efter kungsgården (nu Hullsjö) i Gärdhems socken, Väne härad. Ale och Bjärke härader utgjorde ena halvan av boet, Flundre och Väne den andra.
7. Skalandæ bo, efter kungsgården Skalandðer (nu Skalunda) i Kållands härad. Boet omfattade förutom Kållands härad de dalsländska häraderna Sundal och Vedbo.
8. Vartoptæ bo,  uppkallat efter kungsgården Vartoptær (nu Vartofta) i Vartofta-Åsaka socken, Vartofta härad var halva boet, den andra halvan utgjordes av Redväg och Kind.

## Anmärkning
Namnet Økols bo är en kvalificerad gissning av Ivar Lundahl (se litteraturhänvisningar nedan) och kan inte beläggas i originalkällor. Orsaken till att Lundahl inte velat acceptera Kynda bo är dels att det förekommer i en enda laghandskrift från 1300-talet, dels att det bryter mönstret med namngivning efter kungsgårdarna.